# The Phantom Agony (cântec)
The Phantom Agony este single-ul de debut al formației de origine olandeză, Epica.

## Lista melodiilor
1. "The Phantom Agony" - versiunea single
2. "Veniality" - melodie nelansată anterior
3. "Façade of Reality"
4. "Veniality" - melodie nelansată anterior (versiunea orchestrală)